# شب‌های معبد
شب‌های معبد نام یک فیلم ایرانی به کارگردانی ناصر کوره‌چیان و محصول سال ۱۳۳۳ می‌باشد.

## خلاصه داستان
برای «بت اعظم» باید قربانی شود. دختران زیبا از همه جا ربوده و در معبد قربانی می‌شوند یکی از طعمه‌ها «مریم» است. تا ساعتی که به پایان زندگی او باقی مانده «فرشته» به یاری مریم می‌آید. او با معاضدت فرشته و تلاش نامزدش که در جستجوی او به معبد راه یافته، بت اعظم و متولی دیوسیرتش را از بین می‌برد.